# Kivuruga (periodiskt vattendrag i Ruyigi)
Kivuruga är ett periodiskt vattendrag i Burundi.   Det ligger i provinsen Ruyigi, i den östra delen av landet, 130 kilometer öster om huvudstaden Bujumbura.
I omgivningarna runt Kivuruga växer huvudsakligen savannskog. Runt Kivuruga är det ganska tätbefolkat, med 90 invånare per kvadratkilometer.